# Pachydactylus laevigatus
Pachydactylus laevigatus är en ödleart som beskrevs av  Fischer 1888. Pachydactylus laevigatus ingår i släktet Pachydactylus och familjen geckoödlor.

## Underarter
Arten delas in i följande underarter:
- P. l. laevigatus
- P. l. pulitzerae